# De Vigny (Schauspieler)

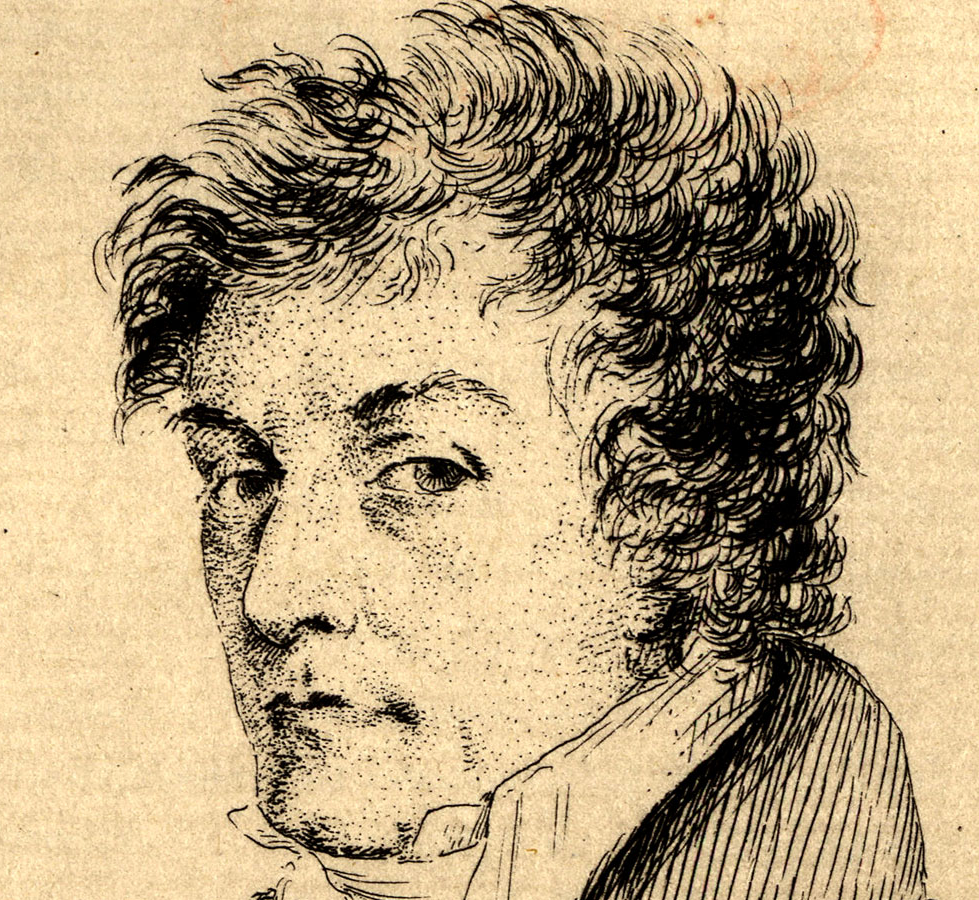
Porträt des Augustin-Gervais Lechauve

Augustin-Gervais Lechauve, genannt De Vigny, (* 25. Dezember 1761 in Paris; † 15. August 1830 in Jargeau) war ein französischer Schauspieler.

## Leben
Der Vater De Vignys war Staatsanwalt im Châtelet, seine Mutter entstammte dem Adelshaus Maubert de Neuilly in Neuilly. Nach seiner Ausbildung arbeitete De Vigny im Büro seines Onkels mütterlicherseits, des Besitzers des dortigen Landguts, in Neuilly. Die Französische Revolution zwang ihn, seine dortige Tätigkeit aufzugeben, weshalb er ein Engagement an der Comédie-Française anstrebte. Dort konnte er im Jahr 1790 in der Rolle des Dorante in Corneilles Komödie Der Lügner debütieren. Bis ins Jahr 1791 folgten einige weitere Inszenierungen, dann wechselte er an das neu eröffnete Théâtre Feydeau. 1792 folgte ein weiterer Wechsel an das Théâtre de la République genannte Théâtre des Délassements–Comiques und später an das Odéon. Sein dortiges Engagement gab er auf, um die Direktion der Pariser Oper zu übernehmen. Schließlich kehrte er im Jahr 1808 an die Comédie zurück.
Er wurde nun mit den reiferen Hauptrollen besetzt, wie reiche Geldgeber oder Könige. Sein Hauptfach war dabei die Komödie. Drei Jahre später wurde De Vigny auch Mitglied in der Société de la Comédie-Française, was ein auskömmliches Einkommen sicherte. Im Jahr 1816 wurde er in den Verwaltungsausschuss der Comédie gewählt, welchem er bis zu seinem Bühnenabschied 1829 als Finanzvorstand angehörte. Am Ende seiner Karriere war sein Gesundheitszustand schlecht, was auch der Grund für sein Ausscheiden aus der Truppe war. Die neun Jahre, die er an anderen Häusern wirkte, wurden ihm schließlich bei der Pension angerechnet.
De Vigny heiratete im Jahr 1800 eine Cousine ersten Grades, mit der er ein hübsches Anwesen bei Jargeau bezog. Dort starb er im Jahr 1830 an seinen schweren Krankheiten.
Allein an der Comédie, obwohl er neun Jahre an anderen Häusern spielte, wirkte er in über 30 Inszenierungen in Hauptrollen mit.